# 哥倫布 (堪薩斯州)
哥倫布（英語：Columbus）為美国堪薩斯州切羅基縣的一座城市。此城市為切羅基縣的县城，並且也是該縣第二大城市，僅次於巴克斯特斯普林斯。此城市位於匹茲堡南南西方，兩地相距15英里。根據2010年美國人口普查，此城市人口有3,312人。

## 歷史
哥倫布於1868年設立了第一個定居點。哥倫布的第一所郵政局於1869年設立。
哥倫布為聖路易斯與舊金山鐵路以及密蘇里州、堪薩斯州與德克薩斯州鐵路的鐵路交會點。哥倫布這個地名由A·L·彼得斯（A.L. Peters）以他位於俄亥俄州的故鄉哥倫布來命名；此地名因而間接紀念探險家克里斯托弗·哥伦布。此地區有生產煤礦、鉛礦及鋅礦。哥倫布在農產品方面具有相當大之交易，而該城市之企業包含了機械加工廠、穀物倉庫、麵粉廠、雪茄工廠、瓶裝工廠（軟性飲料）、罐頭工廠以及眾多的製磚工廠等。
1875年，羅伯特·A·朗與維克多·貝爾（Victor Bell）在哥倫布成立了朗貝爾木材公司。朗貝爾之後擴大其業務及持股成為美國最大的垂直整合木材公司之一。此公司在1956年由國際紙業收購。

## 地理
哥倫布坐落於北緯37度10分17秒、西經94度50分27秒（亦可表示為37.171379, -94.840704）處。根據美国人口调查局的資料，此城市總面積為6.27平方（2.42平方英里），全境皆為陸地。

### 氣候
夏季溼熱、冬季不冷為此城市的氣候特徵。據柯本气候分类法，哥倫布屬於副热带湿润气候，在氣候地圖中簡寫為「Cfa」。

## 人口統計
| 调查年                              | 人口  | 备注   | %±     |
| ----------------------------------- | ----- | ------ | ------ |
| 1870                                | 402   |        | —      |
| 1880                                | 1,164 |        | 189.6% |
| 1890                                | 2,160 |        | 85.6%  |
| 1900                                | 2,310 |        | 6.9%   |
| 1910                                | 3,064 |        | 32.6%  |
| 1920                                | 3,155 |        | 3.0%   |
| 1930                                | 3,235 |        | 2.5%   |
| 1940                                | 3,402 |        | 5.2%   |
| 1950                                | 3,490 |        | 2.6%   |
| 1960                                | 3,395 |        | −2.7%  |
| 1970                                | 3,356 |        | −1.1%  |
| 1980                                | 3,426 |        | 2.1%   |
| 1990                                | 3,268 |        | −4.6%  |
| 2000                                | 3,396 |        | 3.9%   |
| 2010                                | 3,312 |        | −2.5%  |
| 2014年估计                          | 3,186 | [ 15 ] | −3.8%  |
| U.S. Decennial Census 2012 Estimate |       |        |        |

### 2000年普查
據2000年人口普查，此城市人口有3,396人，戶數1,412戶，885個家庭。人口密度為544.1人/每平方公里（1,408.6人/每平方英里）。此城市有1,610棟住宅，平均每平方公里有257.9棟住宅。此城市居民之種族94.70%為白人；0.32%為非裔美國人；1.56%為美洲原住民；0.41%為亞洲人；0.77%為其他種族；2.24%為混血種族。而西班牙裔或拉丁裔美洲人佔此城市人口的2.03%。
此城市之戶籍數計有1,412戶。其中擁有18歲以下孩童的住戶佔29.7%；已婚夫婦且同居的住戶佔47.5%，無婚姻女性住戶佔11.3%；無家庭的住戶佔37.3%。獨居住戶佔全戶之34.5%，其中住戶為65歲或以上之獨居老人佔18.7%。住戶平均人數為2.30人，家庭平均人數則是2.94人。
此城市居民以年齡層分類來看，18歲以下者佔26.3%；18歲至24歲者佔8.4%；25歲至44歲者佔 24.3%；45歲至64歲者佔20.7%；65歲或以上者則佔20.3%。此城市居民之年齡中位數為38歲。性別比方面，每100位女性所對應的男性數為82.1位，如只計算18歲或以上的居民，則是每100位女性所對應的男性數為78.1位。
此城市每戶平均收入為27,530美元，每個家庭平均收入為38,136美元。男性平均收入30,541美元；女性平均收入17,069美元。該城市人均收入為14,937美元。此城市約有12.2%的家庭以及16.2%的居民低於貧窮門檻，其中18歲以下者占23.1%，65歲以上者佔8.3%。

### 2010年普查
據2010年的人口普查，此城市內人口有3,312人，戶數1,424戶，850個家庭。人口密度為528.4人/每平方公里（1,368.6人/每平方英里）。此城市有1,633棟住宅，平均每平方公里有260.5棟住宅。此城市居民之種族92.9%為白人；0.5%為非裔美國人；2.7%為美洲原住民；0.3%為亞洲人；0.4%為其他種族；3.3%為混血種族。而西班牙裔或拉丁裔美洲人佔此城市人口的2.1%。
此城市之戶籍數計有1,424戶。其中擁有18歲以下孩童的住戶佔30.3%；已婚夫婦且同居的住戶佔42.1%，無婚姻女性住戶佔13.6%；無婚姻男性住戶佔4.1%；無家庭的住戶佔40.3%。獨居住戶佔全戶之34.9%，其中住戶為65歲或以上之獨居老人佔19.3%。住戶平均人數為2.29人，家庭平均人數則是2.94人。
此城市居民之年齡中位數為39.1歲。居民以年齡層分類來看，18歲以下者佔25%；18歲至24歲者佔8.9%；25歲至44歲者佔22.6%；45歲至64歲者佔23.8%；65歲或以上者則佔19.7%。男性佔全市人口之46.4%，女性則佔全市人口之53.6%。

## 知名人物
- 馬塞勒斯·博斯（英语：Marcellus Boss），前關島总督
- 詹姆斯·里德·哈洛韋爾（英语：James Reed Hallowell），政治家
- 羅伯特·A·朗（英语：Robert A. Long），木材大亨、開發商、投資者、報社老闆以及慈善家
- 多羅·梅蘭德（英语：Doro Merande），影視舞台女演員
- 梅爾·埃文斯（英语：Merle Evans），玲玲馬戲團（Ringling Brothers and Barnum and Bailey Circus）領隊
- 諾瑪·泰瑞斯（英语：Norma Terris），歌手、女演員

## 外部連結
城市
- 哥倫布市（页面存档备份，存于）
- 哥倫布-公職人員名錄
- 哥倫布商會

學校
- USD 493（页面存档备份，存于），所在校區

歷史
- 哥倫布市歷史圖像，威奇托州立大學圖書館特別照片集

地圖
- 哥倫布市地圖（页面存档备份，存于），堪薩斯州運輸部

## 延伸閱讀
切羅基縣
- History of Cherokee County, Kansas; Nathanial Allison; Biographical Publishing; 646 pages; 1904.

堪薩斯州
- History of the State of Kansas; William G. Cutler; A.T. Andreas Publisher; 1883. （網頁版電子書）（页面存档备份，存于）
- Kansas : A Cyclopedia of State History, Embracing Events, Institutions, Industries, Counties, Cities, Towns, Prominent Persons, Etc; 3 Volumes; Frank W. Blackmar; Standard Publishing Co; 944 / 955 / 824 pages; 1912. （第一冊－電子書，PDF檔，大小54MB），（第二冊－電子書，PDF檔，大小53MB），（第三冊－電子書，PDF檔，大小33MB）